# Relativité intriquée
La relativité intriquée est une théorie publiée en 2021 par Olivier Minazzoli, un astrophysicien monégasque officiant au laboratoire Artemis de l'Observatoire de la Côte d'Azur. Le mot « intriqué » ne fait pas référence à l'intrication quantique mais au fait que matière et courbure de l'espace-temps ne sont pas dissociables.
Cette théorie permet, comme la relativité générale d'Albert Einstein, de décrire la forme de l'espace-temps à partir de la matière qu'il contient.
Einstein avait été inspiré par le principe de Mach et considérait que sa théorie de la relativité liait courbure de l'espace-temps à la matière qu'il contenait : « Selon mon opinion, la théorie de la relativité générale est un système satisfaisant s’il montre que les qualités physiques de l'espace sont complètement déterminées par la seule matière. Pour cette raison aucun champ gμν ne peut exister (c’est-à-dire aucun continuum d’espace-temps) sans la matière qui le génère » pensait-il. Pourtant, Willem de Sitter montra que la relativité générale admet des solutions avec un espace-temps courbé même sans matière.
En effet, l'équation de l'action est la somme de deux termes (avec un lagrangien de la forme {\displaystyle {\mathcal {L}}=R+{\mathcal {L}}_{m}}, l'un ({\displaystyle R}) lié à la courbure de l'espace-temps, l'autre ({\displaystyle {\mathcal {L}}_{m}}) à la matière. De ce fait il est possible d'obtenir un espace courbe sans matière ou un espace plat avec matière. Dans le cadre de la relativité intriquée, ce terme est exprimé sous forme d'une division de type :
{\displaystyle {\mathcal {L}}={\frac {{\mathcal {L}}_{m}^{2}}{R}}}
de telle façon qu'en l'absence de matière le lagrangien devient nul et la théorie ne peut plus être définie.

## Origine
Cette théorie puise son origine dans les travaux qu'Olivier Minazzoli a menés avec Aurélien Hees en 2013. Elle a été établie en 2015 avec Hendrik Ludwig, chercheur doctorant,.

## Évaluation de la théorie
L'évaluation de la théorie n'en est qu'à ses débuts.
Système solaire
« La théorie converge vers la relativité générale avec l'expansion de l'univers pour de la matière composée d'astres, de matière noire et de radiation électromagnétique », donc des conditions génériques.
En conséquence, la nouvelle théorie n'a pas d'impact sur l'étude du système solaire.
Étoiles à neutrons
Les simulations d'étoiles à neutrons avec la gravitation intriquée donnent des résultats assez proches de celles obtenues avec la relativité générale. Les écarts obtenus pourraient être observables dans un futur plus ou moins proche.
Trous noirs
Les trous noirs divergent dans les deux théories ; par contre dans des conditions astrophysiques, avec des champs extérieurs assez faibles, on retrouve les trous noirs de la relativité générale « en très bonne approximation ».
Ondes gravitationnelles
Une étude a montré que l'on retrouve bien les ondes gravitationnelles émises par la fusion de deux trous noirs.
Cosmologie
C'est le sujet le plus délicat pour la nouvelle théorie. En effet, en relativité intriquée, il n'est pas possible d'introduire une constante cosmologique et, en l'état, elle ne permet pas d'expliquer l'accélération de l'expansion de l'Univers, qui nécessite donc un traitement spécifique.

## Intérêt potentiel
Avec cette théorie, on montre que la constante gravitationnelle doit être positive à basse énergie et négative à haute énergie (si la courbure reste positive). Sous réserve qu'on sache démontrer qu'une transition de phase d'une gravitation attractive à une gravitation répulsive soit effectivement possible, cette théorie aurait l'intérêt de présenter une gravitation répulsive à haute énergie ce qui serait de nature à résoudre le problème des singularités de la théorie de la relativité générale que constituent les trous noirs et le Big Bang.
Les trous noirs sont en effet des points singuliers que la théorie de relativité générale ne peut plus décrire au-delà de l'échelle de Planck. La gravitation répulsive résultant de la nouvelle théorie pourrait lever ces singularités et, dans le cas du Big Bang, expliquer la phase d'inflation qui l'a suivi. La théorie pourrait aussi apporter une réponse au problème de la faible entropie initiale du modèle du Big Bang chaud.

## Formulation mathématique

### Action
La relativité intriquée est une théorie de la gravitation en {\displaystyle f\left(R,{\mathcal {L}}_{m}\right)}. Aussi est-elle définie par une action {\displaystyle S} en quatre dimensions qui étend celle d'Einstein-Hilbert et prend la forme suivante :
{\displaystyle S=\int \mathrm {d} ^{4}x{\sqrt {-g}}f\left(R,{\mathcal {L}}_{m}\right),}
où :
- {\displaystyle f\left(R,{\mathcal {L}}_{m}\right)} est une fonction arbitraire de la courbure scalaire {\displaystyle R} et de la densité lagrangienne correspondant à la matière {\displaystyle {\mathcal {L}}_{m}}.

En relativité intriquée, l'action {\displaystyle S} est donnée par, :
où, : 
- {\displaystyle {\mathcal {L}}_{m}} est la densité lagrangienne représentant la matière ;
- {\displaystyle R} est la courbure scalaire de l'espace-temps ;
- {\displaystyle g} est le déterminant du tenseur métrique : {\displaystyle g=\det(g_{\mu \nu })} ;
- {\displaystyle \xi } est une nouvelle constante ;
- {\displaystyle c} est la vitesse de la lumière dans le vide.

L'action peut s'écrire sous une forme proche de celle de la relativité générale :
où {\displaystyle \kappa } n'est plus une constante mais un champ. Quant au facteur {\displaystyle {\frac {\xi }{\kappa }}} spécifique à cette théorie, {\displaystyle \xi } est une constante qui n'a pas d'impact sur la gravitation classique mais seulement sur la gravitation quantique.

### Nouvelle constante
La constante {\displaystyle \xi } est homogène à la constante de couplage {\displaystyle \kappa } de la relativité générale : {\displaystyle \kappa ={\frac {8\pi G}{c^{4}}},} où {\displaystyle G} est la constante de Newton,. Elle définit une nouvelle échelle fondamentale qui n'a d'incidence qu'au niveau quantique.

### Équation de champs
L'équation de champs s'écrit :
{\displaystyle R_{\mu \nu }-{\frac {1}{2}}g_{\mu \nu }R=-{\frac {R}{{\mathcal {L}}_{m}}}T_{\mu \nu }+{\frac {R^{2}}{{\mathcal {L}}_{m}^{2}}}\left(\nabla _{\mu }\nabla _{\nu }-g_{\mu \nu }\square \right){\frac {{\mathcal {L}}_{m}^{2}}{R^{2}}},~~(2)}
où le tenseur énergie-impulsion est définie de manière usuelle par :
{\displaystyle T_{\mu \nu }=-{\frac {2}{\sqrt {-g}}}{\frac {\delta \left({\sqrt {-g}}{\mathcal {L}}_{m}\right)}{\delta g^{\mu \nu }}}}.